# Hội chứng Klippel–Feil
Hội chứng Klippel–Feil còn được gọi là hội chứng tổng hợp đốt sống cổ, là một tình trạng hiếm gặp khi sinh (bệnh bẩm sinh) được đặc trưng bởi sự nối bất thường (hợp nhất) của bất kỳ hai trong bảy xương ở cổ (đốt sống cổ).:578 Điều đó dẫn đến khả năng hạn chế di chuyển cổ và ngắn cổ dẫn đến sự xuất hiện của một sợi tóc thấp.
Hội chứng khó chẩn đoán vì nó xảy ra ở một nhóm bệnh nhân, bị ảnh hưởng với nhiều bất thường khác nhau, những người chỉ có thể được thống nhất bởi sự hiện diện của đốt sống cổ hợp nhất hoặc phân đoạn.
Bệnh ban đầu được báo cáo vào năm 1884 bởi Maurice Klippel và André Feil ở Pháp. Năm 1919, trong luận án nghị luận của bác sĩ, André Feil đã đề xuất một phân loại khác của hội chứng, bao gồm không chỉ biến dạng cột sống cổ, mà còn biến dạng cột sống thắt lưng và ngực.

## Nguyên nhân hội chứng cổ ngắn
Nguyên nhân của hội chứng các bác sĩ cổ ngắn được cho là:
1. Khiếm khuyết di truyền của nhiễm sắc thể (thay đổi trong 8, 5 và/hoặc 12 nhiễm sắc thể), đứa trẻ nhận được trong tử cung của người mẹ. Bệnh này xảy ra sớm vào tuần thứ tám của thai kỳ. Y học phân biệt hai loại thừa kế của hội chứng cổ ngắn: sự chiếm ưu thế autosomal (thường xảy ra thường xuyên hơn) và sự suy thoái autosomal.
2. Tổn thương cột sống.
3. Chấn thương sanh.

## Sinh bệnh học
Hội chứng cổ ngắn cũng có một tên khác - Klippel-Fail syndrome. Bản chất của sinh bệnh học của bệnh này là sự hợp nhất bất thường giữa các đốt sống cổ và/hoặc đốt sống của ngực trên.

## Dấu hiệu và triệu chứng
KFS có liên quan đến nhiều bất thường khác của cơ thể, do đó cần phải đánh giá kỹ lưỡng tất cả các bệnh nhân bị thoái hóa đốt sống cổ khi sinh. Hơn nữa, không rõ liệu KFS là một bệnh duy nhất, hoặc nếu nó là một phần của phổ biến dạng cột sống bẩm sinh.
KFS thường được chẩn đoán sau khi sinh. Các dấu hiệu phổ biến nhất của rối loạn là hạn chế khả năng vận động của cổ và cột sống trên và cổ bị rút ngắn với sự xuất hiện của một sợi tóc thấp ở phía sau đầu.
Bất thường liên quan có thể bao gồm:
- Độ cong của cột sống
- Bệnh gai cột sống
- Vấn đề với thận và xương sườn
- Hở vòm miệng
- Các vấn đề về răng (hỏng răng, sâu răng, mất răng)
- Vấn đề về đường hô hấp
- Khuyết tật tim
- Tầm vóc ngắn
- Hội chứng Duane
- Sự bất thường của Srb
- Biến dạng Sprengel

Có thể có những dấu hiệu hiếm gặp khác:
- Bất đối xứng của khuôn mặt.
- Scoliosis.
- Da cổ là nhăn.
- Thính lực.
- Sự chia tách của bầu trời ("con chó sói").
- Giảm âm cơ.
- Quá mức của các cơ của vùng cổ tử cung-chẩm.
- Lưỡi dao nằm trên vị trí bình thường.
- Tê liệt toàn bộ hoặc một phần của cơ.
- Độ cong của cổ.
- Đau ở cột sống cổ.
- Cánh trên cổ.
- Rối loạn thần kinh-thần kinh (rối loạn giấc ngủ)..

Không khó để nhận thấy những dấu hiệu đầu tiên của một dị thường. Trực quan không có cổ, má "nói dối" chỉ trên vai. Nó thường kết hợp với bệnh của Sprengel.
Trong khi hoặc sau khi sinh, bác sĩ sản khoa sản sinh, hoặc bác sĩ sơ sinh khám thai, ngay lập tức có thể nhận ra sự hiện diện của một đứa trẻ sơ sinh cổ ngắn ở trẻ sơ sinh.

## Các biến chứng và hậu quả
Hậu quả của khiếm khuyết này có thể là sự hủy hoại mô xương của vùng cổ tử cung, sự xuất hiện các triệu chứng đau dữ dội. Có một kẹp hoặc làm hỏng rễ thần kinh và các mạch máu, gây ra sự xuất hiện của các vấn đề thần kinh khác nhau và dẫn đến thiếu oxy của tế bào não. Các ảnh hưởng của hội chứng cổ ngắn cũng có thể xuất hiện trong thị lực suy nhược hoặc tình trạng trầm trọng hơn.
Các biến chứng của hội chứng cổ ngắn là:
1. Scoliosis.
2. Điếc.
3. Các vấn đề về mắt.
4. Bất thường sự phát triển của các chi dưới và trên: biến dạng của bàn chân, vắng mặt của xương thắt lưng, sự phát triển của một phalanx bổ sung và như vậy.
5. Các dị tật phát triển các cơ quan nội tạng có thể dẫn đến tử vong: bệnh tim, thận và/hoặc bệnh lý gan.
6. Vi phạm hệ thần kinh trung ương và ngoại vi.

## Chẩn đoán hội chứng cổ ngắn
Các bác sĩ sơ sinh, ngay cả ở lần khám đầu tiên của trẻ sơ sinh, có thể giả định sự hiện diện của một dị thường. Chẩn đoán hội chứng cổ ngắn là để tiến hành và phân tích kết quả của một số hoạt động:
1. Phát hiện ra bệnh tâm thần, cho dù có bất thường tương tự ở một người nào đó trong gia đình.
2. Khám nghiệm của bác sĩ thần kinh: sự hiện diện của một đường cong cổ, mức độ di chuyển của nó, việc phân tích các triệu chứng khác.
3. Nghiên cứu di truyền.
4. Có thể tư vấn một nhà di truyền học, một bác sĩ phẫu thuật thần kinh.

Chẩn đoán dụng cụ
Để thiết lập một bức tranh lâm sàng hoàn chỉnh về những thay đổi trong cơ thể bệnh nhân, chẩn đoán dụng cụ được thực hiện, bao gồm:
1. Chụp X quang cổ tử cung và trán ngực ở vị trí thẳng.
2. Chụp X quang cùng vùng nhưng với cổ cong tối đa và cong tối đa (spondylography).
3. Siêu âm nội tạng:
  - Trái tim - có thể có khiếm khuyết của vách ngăn liên cầu.
  - Thận - có thể thiếu một trong hai cơ quan được ghép cặp.
4. ECG.

## Chẩn đoán phân biệt
Bác sĩ tiến hành chẩn đoán phân biệt dị dạng, ngoại trừ bệnh, triệu chứng có thể là hội chứng cổ ngắn, nhưng không đầu tư vào hình ảnh lâm sàng, kết quả của các phân tích và nghiên cứu.
Hội chứng của Klippel-Feil phân biệt với các bệnh lý như vậy:
1. Khe nứt của hai hoặc nhiều đốt sống cổ.
2. Kích thước nhỏ bé của xương sống cổ.
3. Không có một hoặc nhiều đốt sống cổ.
4. Kết hợp các hình thức tính năng.

## Điều trị hội chứng cổ ngắn
Việc điều trị hội chứng cổ ngắn thường đòi hỏi phải có bác sĩ - một chuyên gia về nắn xương. Khi chẩn đoán sự bất thường trong sự phát triển của đốt sống cổ tử cung, phương pháp điều trị không phẫu thuật không có hiệu quả, nhưng phương pháp điều trị phức tạp vẫn bao gồm:
1. Để giảm đau, một trong những thuốc có đặc điểm giảm đau được kê toa.
2. Điều trị bệnh lý triệu chứng.
3. Vật lý trị liệu, giúp cải thiện tính di động của vùng bị ảnh hưởng của cột sống và tăng cường cơ bắp.
4. Massage.
5. Ngăn ngừa hoặc sửa chữa mặc một cổ áo đặc biệt (cổ áo của Shantz).
6. Các thủ tục vật lý trị liệu (điện di, hơi nóng parafin).

Nhưng phương pháp chính và hiệu quả nhất để điều trị hội chứng cổ ngắn là can thiệp phẫu thuật. Trong kho của bác sĩ phẫu thuật, có một kỹ thuật để điều chỉnh các dị thường - cervicalisation theo Bonol.
Bản chất của việc điều trị hội chứng cổ ngắn là để ngăn ngừa sự tàn phá của các đốt sống cổ tử cung và sự phát triển tiếp theo của các rối loạn thứ cấp, đôi khi không thể đảo ngược, trong cơ thể con người.

### Điều trị vật lý trị liệu
Việc chỉ định liệu pháp vật lý trị liệu chắc chắn sẽ không làm giảm bệnh nhân hội chứng cổ ngắn, nhưng sẽ giúp cải thiện khả năng di chuyển của nó, sẽ giúp kích hoạt lưu thông máu trong vùng này. Điện di có hiệu ứng thần kinh phản xạ và humoral trên vùng bị ảnh hưởng.
Bản chất của thủ tục bao gồm việc vận chuyển đến khu vực bị ảnh hưởng của cơ thể với sự trợ giúp của dòng điện nhỏ của các ion thuốc, đã ngâm tẩm các miếng điện cực. Thâm nhập vào mỗi tế bào, thuốc bắt đầu tác động lên các quá trình sinh hóa xảy ra trong cơ thể. Tùy thuộc vào nhóm dược phẩm mà thuốc đó thuộc về, gây tê, loại bỏ quá trình viêm và sự căng thẳng trong cơ xảy ra.
Các ứng dụng từ parafin làm nóng cổ, kích hoạt dòng máu, giúp cải thiện sự trao đổi chất trong cấu trúc của não. Sự nén như vậy, theo đơn của bác sĩ, có thể được thực hiện ở nhà:
1. Từ miếng vải dầu để tạo mẫu cho việc áp dụng parafin nóng. Nó nên bao gồm cổ áo và khu vực cổ.
2. Làm nóng chảo trong lò. Ra khỏi và trên bề mặt của nó để mở rộng mẫu.
3. Trong bình chứa trong bồn nước, làm nóng dầu và áp dụng cho mẫu chuẩn bị. Hạt parafin kết quả được áp dụng cho cổ và vùng cổ của bệnh nhân, được phủ một chiếc khăn len hoặc chăn.
4. Thủ tục mất từ nửa giờ đến một giờ, tùy thuộc vào khuyến cáo của bác sĩ.

### Điều trị
Phương pháp chính và hiệu quả nhất để điều chỉnh các vi phạm giải phẫu đốt sống cổ tử cung là điều trị phẫu thuật hội chứng cổ ngắn - cervicalisation theo Bonol.
Khi thực hiện phẫu thuật này, bác sĩ phẫu thuật loại bỏ I-IV xương sườn, trong một số trường hợp, vùng quanh tận. Hoạt động được thực hiện dưới sự gây tê tổng quát. Bác sĩ chuyên khoa thực hiện một vết rạch hai tay, đi qua khoảng cách giữa cạnh bên trong xương chạc và quá trình quay vòng của cột sống. Ở bên cạnh xương sọ, các cơ thắt lưng và trapezoidal bị cắt và phần trên I-IV được cắt bỏ. Thứ nhất, hành động như vậy được thực hiện ở một phía của cột sống, sau đó ở bên kia.
Đặt các can thiệp phẫu thuật tại thời điểm chữa bệnh được đặt trong một corset thạch cao. Khi hồi phục, anh ta được đổi thành cổ áo đặc biệt - người đứng đầu.

## Phòng ngừa
Việc ngăn ngừa hội chứng cổ ngắn là không thể do di truyền bệnh lý. Khuyến cáo duy nhất mà bác sĩ có thể cung cấp - nếu gia đình họ có người thân mắc phải căn bệnh này - là một cuộc kiểm tra y học và di truyền của cặp vợ chồng có kế hoạch sinh con. Điều này sẽ cho phép chúng ta ước tính trước mức độ nguy cơ sinh con với hội chứng Klippel-Feil.

## Dự báo
Nếu hội chứng cổ ngắn không đi kèm với dị dạng nội tạng, tiên lượng sẽ thuận lợi. Nếu những thay đổi ảnh hưởng đến các cơ quan và hệ thống của cơ thể, thì trạng thái cơ thể của bệnh nhân phụ thuộc vào mức độ nghiêm trọng của các bệnh kèm theo.